# René Aberlenc
 (août 2015).
Si vous disposez d'ouvrages ou d'articles de référence ou si vous connaissez des sites web de qualité traitant du thème abordé ici, merci de compléter l'article en donnant les références utiles à sa vérifiabilité et en les liant à la section « Notes et références ».
Pour les articles homonymes, voir Aberlenc.
René Aberlenc, né le 10 novembre 1920 à Alès (Gard), et mort le 31 août 1971 à Vallon-Pont-d'Arc (Ardèche) est un peintre français.
Il est le frère du poète André Antonin (1914-1977). Il avait épousé Janine Domergue (1924-2006) puis Pierrette Nicolas (1922-1999).

## Biographie
De formation autodidacte, René Aberlenc rencontre à Alès, avant la Seconde Guerre mondiale, le peintre cévenol André Chaptal et le sculpteur Jean Carton (1912-1988), qui restera jusqu’à sa mort un de ses plus proches amis. Il monte à Paris en mai 1945, s'installe à Montparnasse et fréquente les peintres de la Ruche. Sa sensibilité le conduit dans la voie de la peinture figurative qui constitue, au lendemain de la Seconde Guerre mondiale, un courant dynamique et multiforme de l'art français : la « Nouvelle École de Paris ». Il expose au Salon de la Jeune Peinture dont il est membre du comité.
Il est soutenu par des critiques d'art et des poètes comme Juliette Darle, Gaston Baissette, George Besson, Gaston Baissette, Marcel Zahar, Raymond Charmet, Jean Dalevèze, André Barrère et quelques autres. Parmi ses amis peintres, citons Paul Rebeyrolle, René Genis, Guy Bardone, Jacques Petit, Pierre Parsus, Robert Savary, Paul Collomb, François Desnoyer, Jean-Claude Bertrand, Isis Kischka, Michel Thompson, Bernard Lorjou, Henri Cueco, et parmi les sculpteurs, Marcel Gimond (1894-1961), René Babin (1919-1997), Léopold Kretz (1907-1990), Frédéric Fiedorczyk, Ilio Signori et Charles Auffret (1929-2001).
Ses dessins (crayon noir, fusain, encre de Chine, lavis, sanguine) ont été qualifiés[réf. nécessaire] de « dessins de sculpteur ». C'est un portraitiste qui recherche la vérité intérieure des êtres. Le nu féminin est un de ses sujets de prédilection, qu'il traite par la gravure, le dessin, le pastel, la lithographie, l'aquarelle et l'huile. Il peint des paysages, des marines, des scènes de la vie quotidienne, des natures mortes. Il fut hanté tout au long de sa vie par le thème de la truite.
Il a demeuré au no 125 rue Castagnary à Paris.

### Citation
« Je partirai toujours de la vie, la source inépuisable d’inspiration. Se remettre tous les jours devant le motif, avec une émotion vraie et tirer de cette émotion les formes modernes susceptibles de la communiquer ![réf. nécessaire] »

## Collections publiques
- Alès, musée du Colombier
- Bagnols-sur-Cèze, musée Albert-André
- Paris, Fonds municipal d'art contemporain
- Puteaux, Fonds national d'art contemporain
- Saint-Denis, musée d'art et d'histoire

## Expositions
Personnelles
- 1961 à 1964 : Paris, galerie Vendôme
- 1965 : Paris, galerie Saint-Placide

Collectives
- Londres, galerie Marlborough, 1954, 1955 et 1956
- Moscou, 1957
- Tokyo, 1964
- Visions de peintres : René Aberlenc, Pierre Cayol, Jean Savajol, espace Saint-Maur, Bagnols-sur-Cèze

### Salons
- 1953 à 1965 : Salon des indépendants
- 1953 à 1961 : Salon de la jeune peinture
- 1954 à 1969 : Salon du dessin et de la peinture à l'eau
- 1957 à 1974 : Salon Comparaisons dans le groupe de Maurice Boitel (2)
- 1958 à 1971 : Salon d'automne
- 1958 à 1960 : Les grands et les jeunes d'aujourd'hui
- 1960 à 1971 : Salons des peintres témoins de leur temps

## Récompenses
- 1956 : prix de la jeune peinture
- 1965 : prix de la critique